# Chau＃/我 I Need You
「Chau#/我 I Need You」（チャウ/オー・アイ・ニード・ユー）は、Hey! Say! JUMPの楽曲。14作目のシングルとして、2015年4月29日にジェイ・ストームから発売。

## 概要
- 前作「ウィークエンダー/明日へのYELL」から約7ヶ月ぶりのシングルとなる。

- 初回限定盤・通常盤初回プレス仕様・通常盤の3種での発売となり、それぞれ収録曲・ジャケット写真ともに異なる。

- 表題曲「Chau＃」は、メンバーが出演しているブルボン『アーモンドキャラメルポップコーン』のCMソングである。

- また、表題曲「我 I Need You」は、メンバーが出演しているテレビ東京系『リトルトーキョーライフ』のエンディングテーマである。

- 通常盤初回プレス・通常盤には、Hey!Say!BESTが歌う「スルー」とHey!Say!7が歌う「KAZEKAORU」のカップリング2曲とオリジナル・カラオケ4曲を収録。

- 初回限定盤には、「Chau＃」のビデオクリップ+メイキング映像を収録。

- 通常盤初回プレスには、特典映像として「ジャンジャン答えて!! ジャン!ジャン!JUMQ」(第1回Hey!Say!JUMPクイズ大会!!)のDVDを収録。

## 収録曲

### CD
※「スルー」以降、通常盤/初回プレス・通常盤のみ収録。
1. Chau#
作詞：藤林聖子、作曲・編曲：岩崎貴文
  - Hey! Say! JUMP出演 ブルボン「アーモンドキャラメルポップコーン」CMソング
2. 我 I Need You
作詞・作曲・編曲：中村瑛彦
  - テレビ東京系『リトルトーキョーライブ』テーマソング
3. スルー - Hey! Say! BEST
作詞：Vandrythem、作曲：DAICHI、Koudaiii、編曲：Shunsuke Harada
4. KAZEKAORU - Hey! Say! 7
作詞：ムラヤ＝コエニギー、作曲：野村陽一郎、編曲：石塚知生
5. Chau#（オリジナル・カラオケ）
6. 我 I Need You（オリジナル・カラオケ）
7. スルー（オリジナル・カラオケ）
8. KAZEKAORU（オリジナル・カラオケ）

### DVD

#### 初回限定盤
1. 「Chau#」ビデオクリップ+メイキング

#### 通常盤/初回プレス
1. 特典映像「ジャンジャン答えて!! ジャン!! ジャン!! JUMQ」